# River Kwai ekspeditionen
|  | Denne artikel er oprettet af botten Steenthbot ud fra en ekstern database. Den kan derfor have sproglige fejl eller mangler. Denne skabelon kan fjernes efter kontrol af indholdet. |

River Kwai ekspeditionen er en dansk dokumentarfilm fra 1962 instrueret af Helge Robbert.

## Handling
En dokumentarisk skildring af den thai-danske forhistoriske ekspeditions udgravninger i Thailand 1962, specielt ekspeditionens fund af klippemalerier i det nordlige Thailand.